# NGC 7080
NGC 7080 este o galaxie situată în constelația Vulpea. A fost descoperită în 6 septembrie 1863 de către Albert Marth. Se află la o distanță de 71 de megaparseci de Pământ.